# Taiohae
Taiohaʻe è il maggior centro abitato dell'isola di Nuku Hiva nell'arcipelago delle Isole Marchesi nella collettività d'oltremare francese della Polinesia Francese nell'Oceano Pacifico. Taiohae è il centro amministrativo delle Isole Marchesi nonché il capoluogo.

## Geografia fisica

### Territorio
Taiohae sorge sull'omonima baia nel sud dell'isola. La baia è la caldera sprofondata di un vulcano a scudo.

## Storia
Quando la baia di Taiohae fu scoperta, fu battezzata come porto Anna Maria, specie da Adam Johann von Krusenstern ammiraglio russo.

## Monumenti e luoghi d'interesse

### Architetture religiose
La cattedrale di Nostra Signora (Cathédrale Notre-Dame de Taiohae), è un edificio di pietra e legno la cui costruzione è terminata il 21 giugno 1966. La cattedrale è la sede della chiesa cattolica romana nell'isola e appartiene alla diocesi di Taiohae o Tefenuaenata, che fa parte dell'arcidiocesi di Papeete.

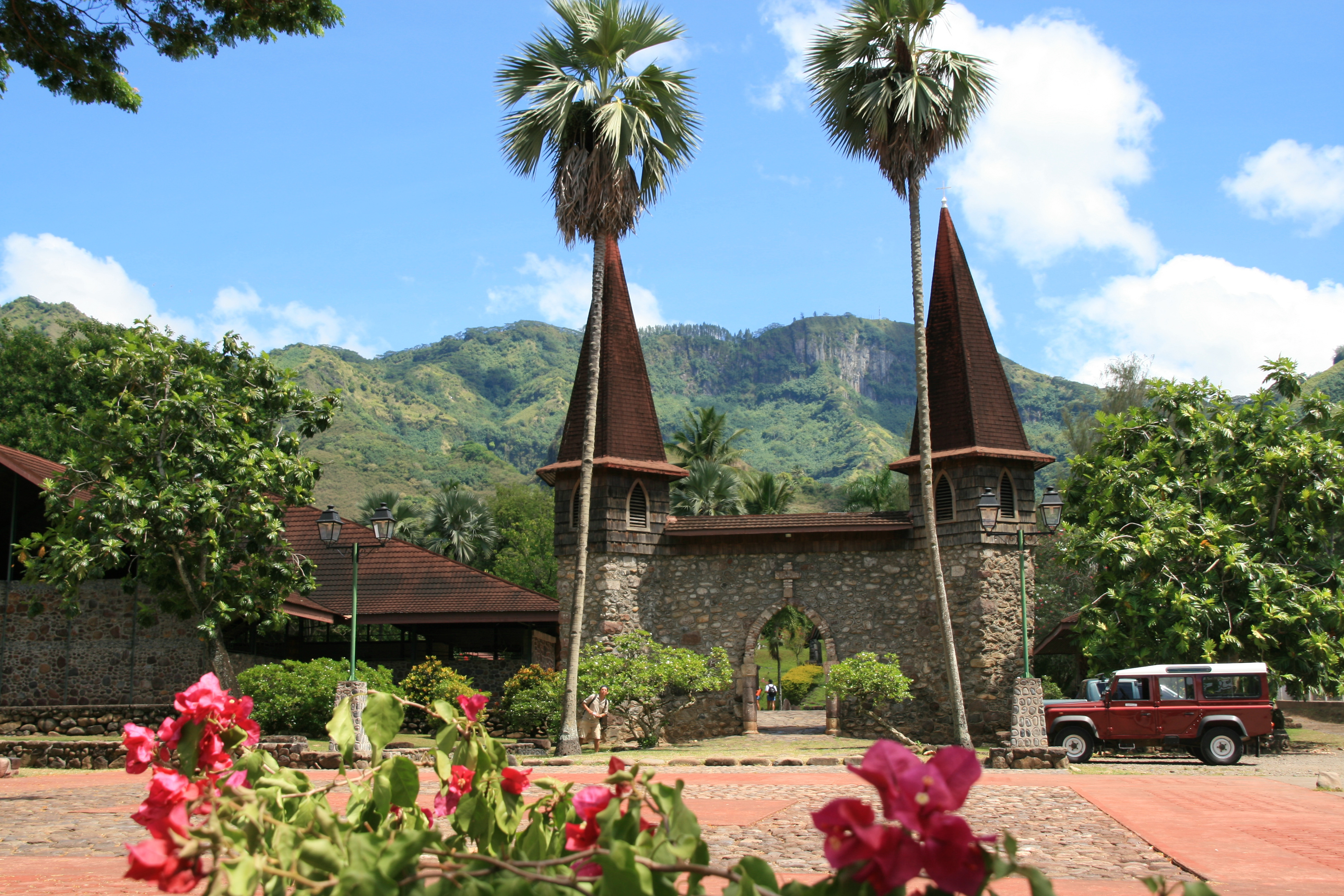
Cathédrale Notre-Dame de Taiohae

## Società

### Evoluzione demografica
A Taiohae vivono 2 133 persone (dati 2012).

## Cultura

### Istruzione

#### Scuole
Nella città sono presenti una scuola materna e una elementare che forniscono istruzione a 196 studenti.

## Economia

### Turismo
Nella città c'è un albergo a tre stelle che dispone di venti bungalow che s'affacciano sulla città e sulla baia. Ogni stanza è attrezzata con tutti i comfort e la direzione organizza più escursioni per consentire di apprezzare meglio l'isola.

## Infrastrutture e trasporti

### Ospedali
A Taiohae è presente un ospedale permanente con tre medici generici. A turno, i medici si recano nelle altre isole Marchesi per fornire le cure necessarie agli abitanti e, con frequenza maggiore, negli insediamenti e nelle zone più interne dell'isola di Nuku Hiva.

## Galleria d'immagini

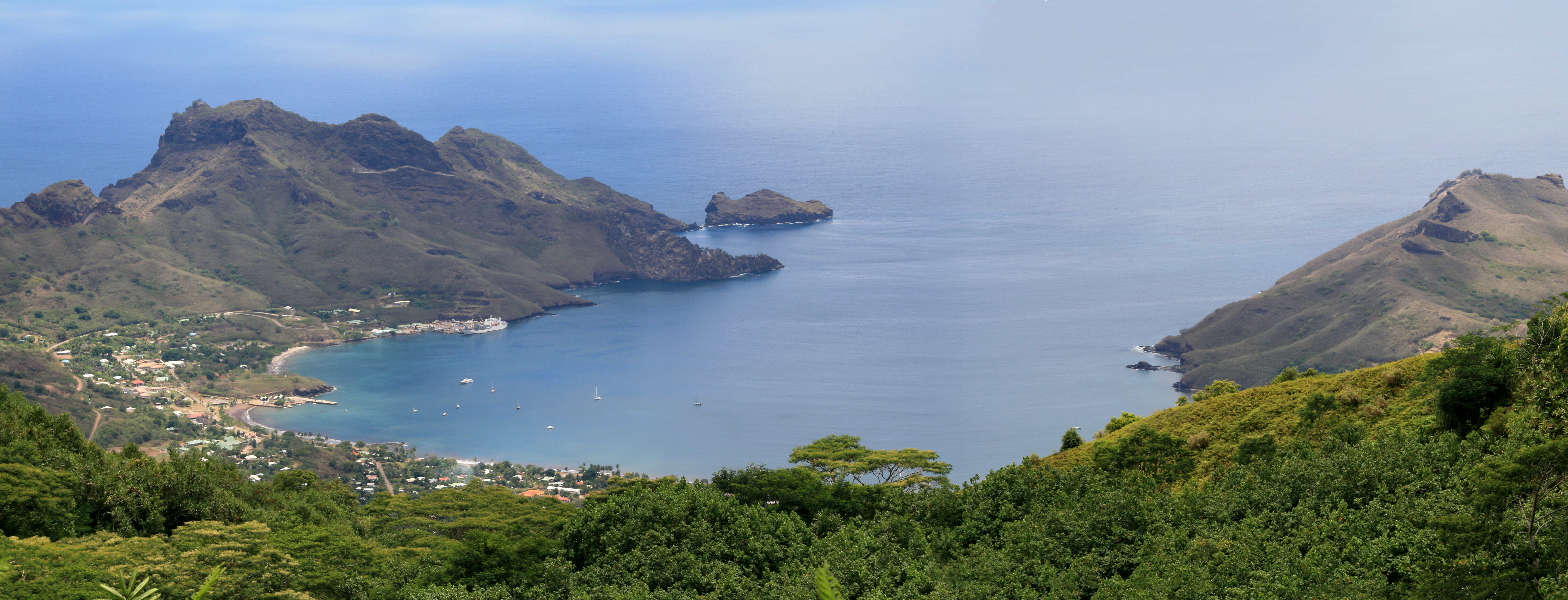
Baia su cui sorge Taiohae vista dai monti prospicienti la città.
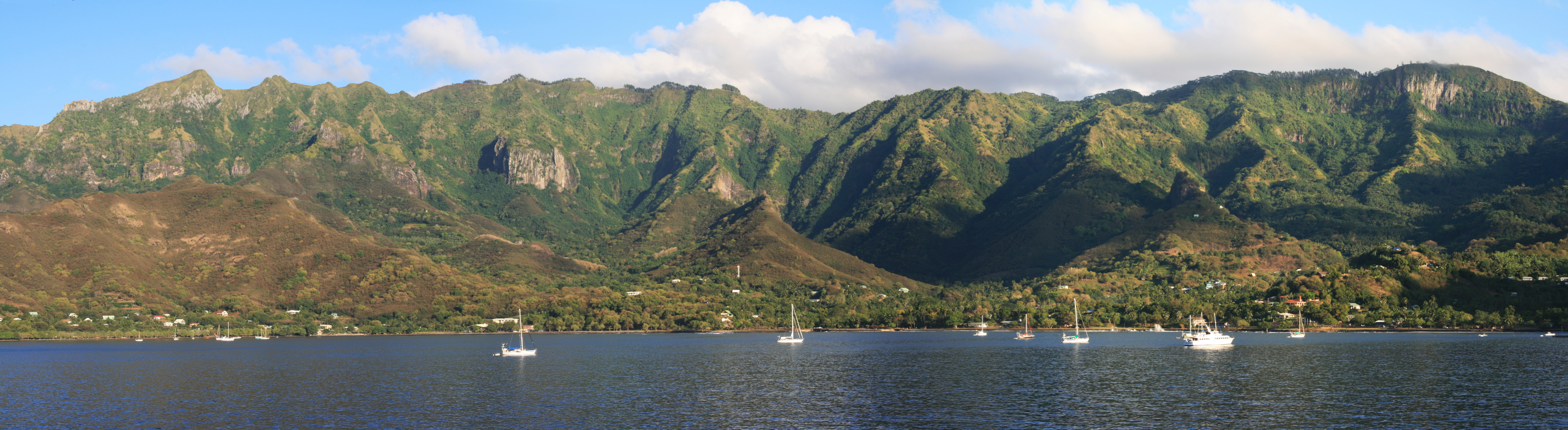
Vista della città e della baia dall'oceano
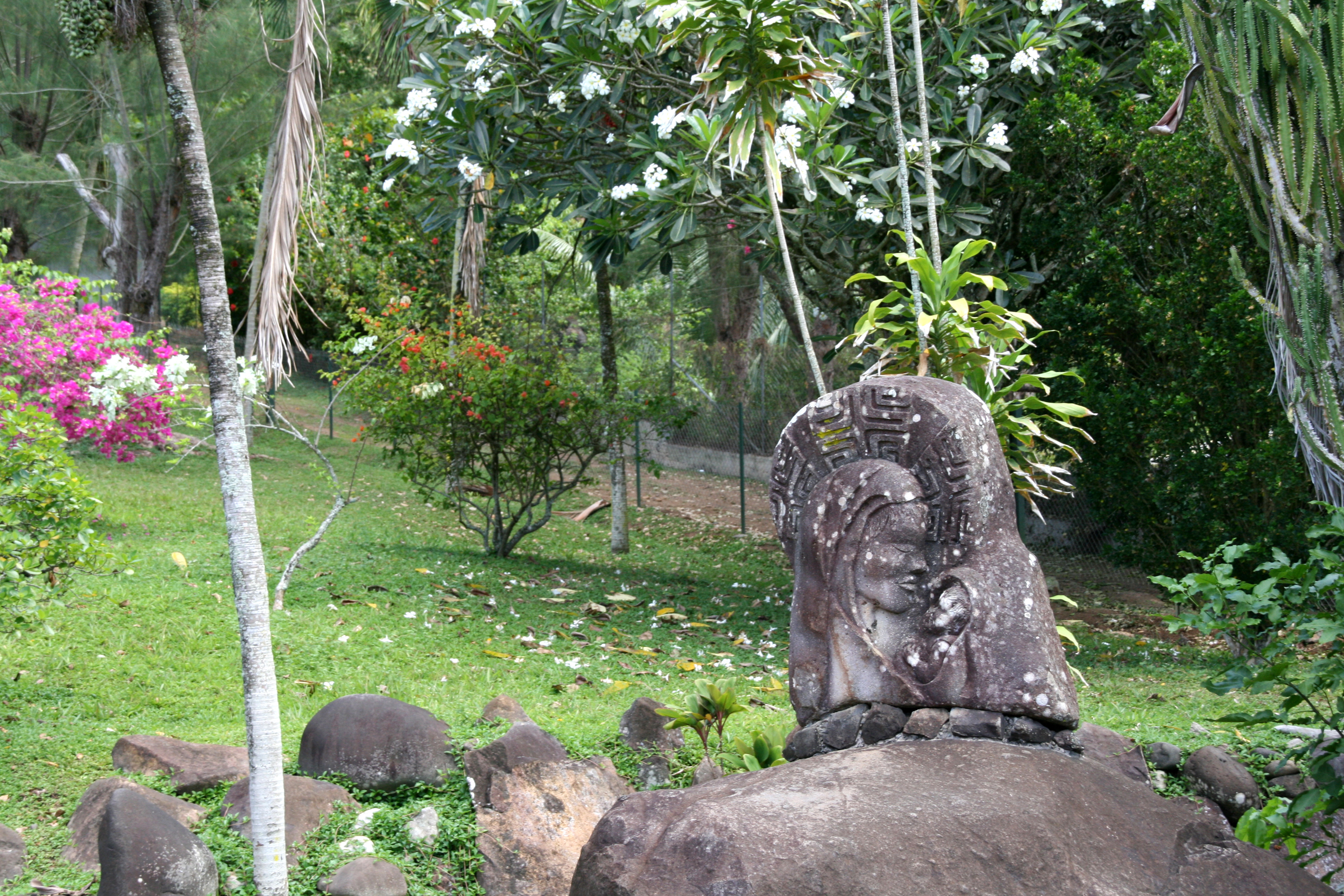
Giardini esterni alla Cathédrale Notre-Dame